# Твердотельный накопитель

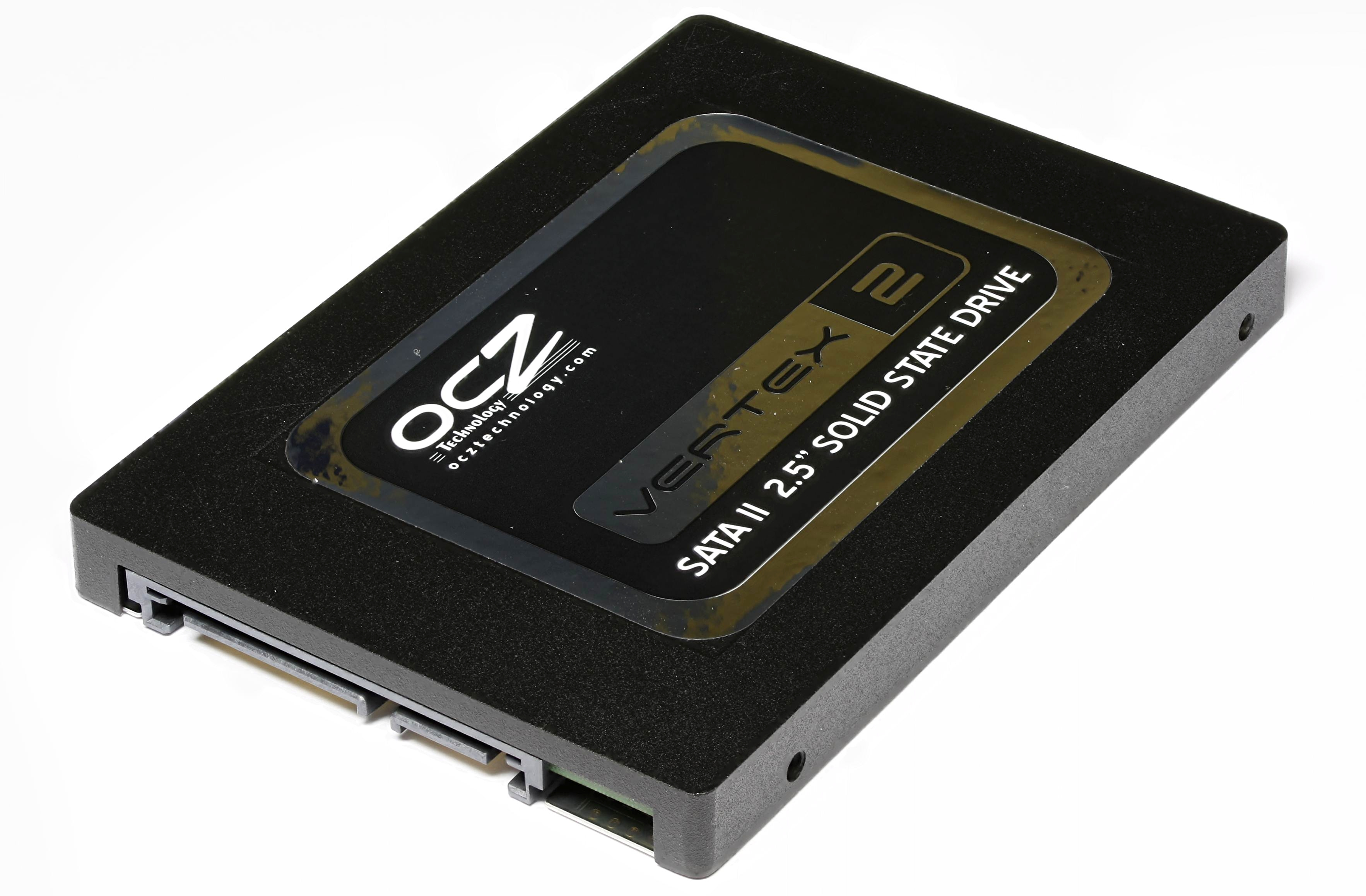
2,5" SSD-накопитель 2010 года с интерфейсом SATA II,
использовавшийся в ноутбуках и компьютерах

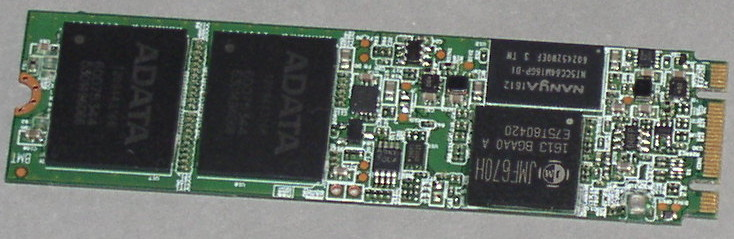
SSD в форм-факторе M.2 с интерфейсом SATA (NGFF)

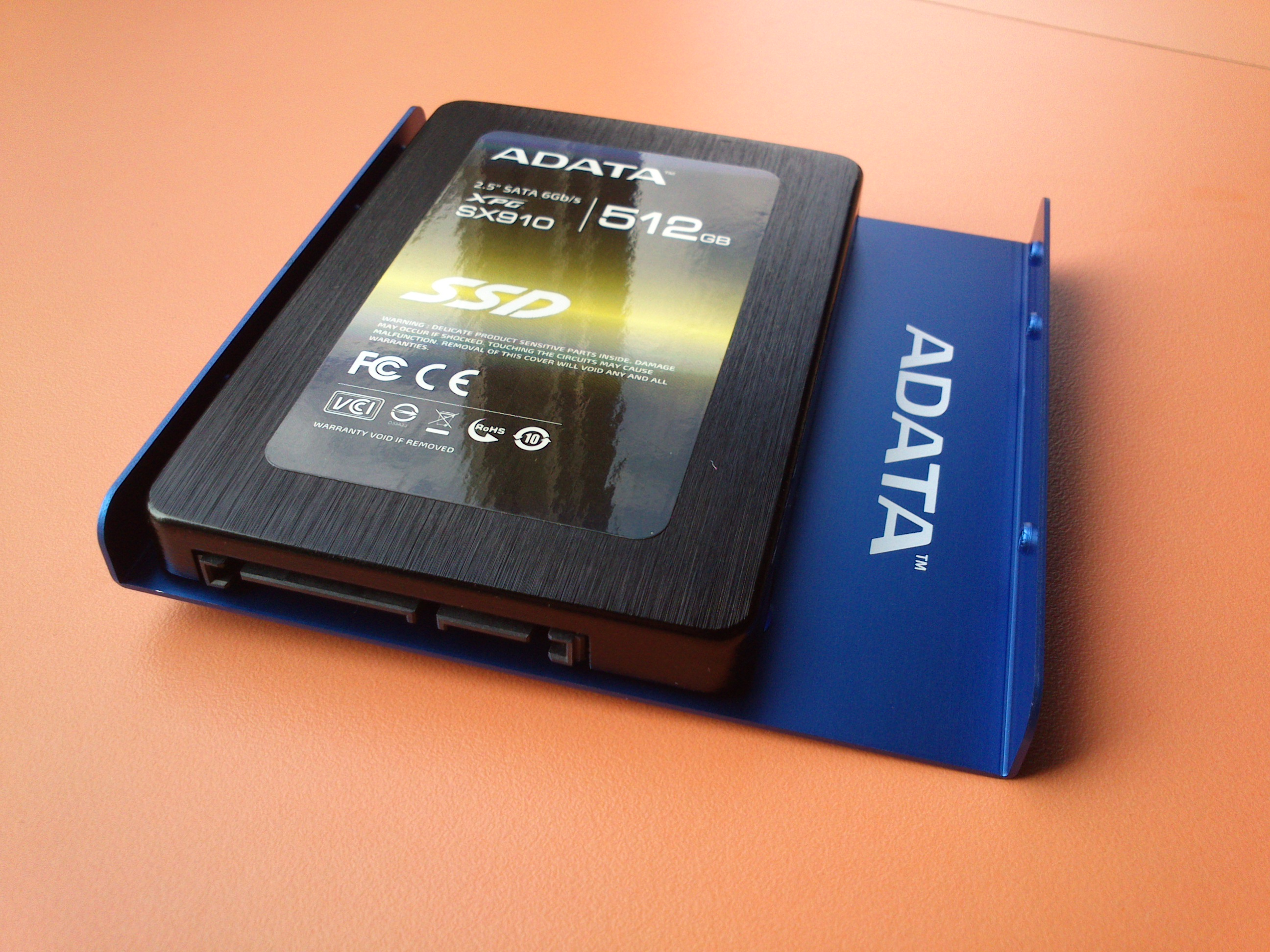
SSD с интерфейсом SATA III с переходником для установки в 3,5"-й отсек системного блока

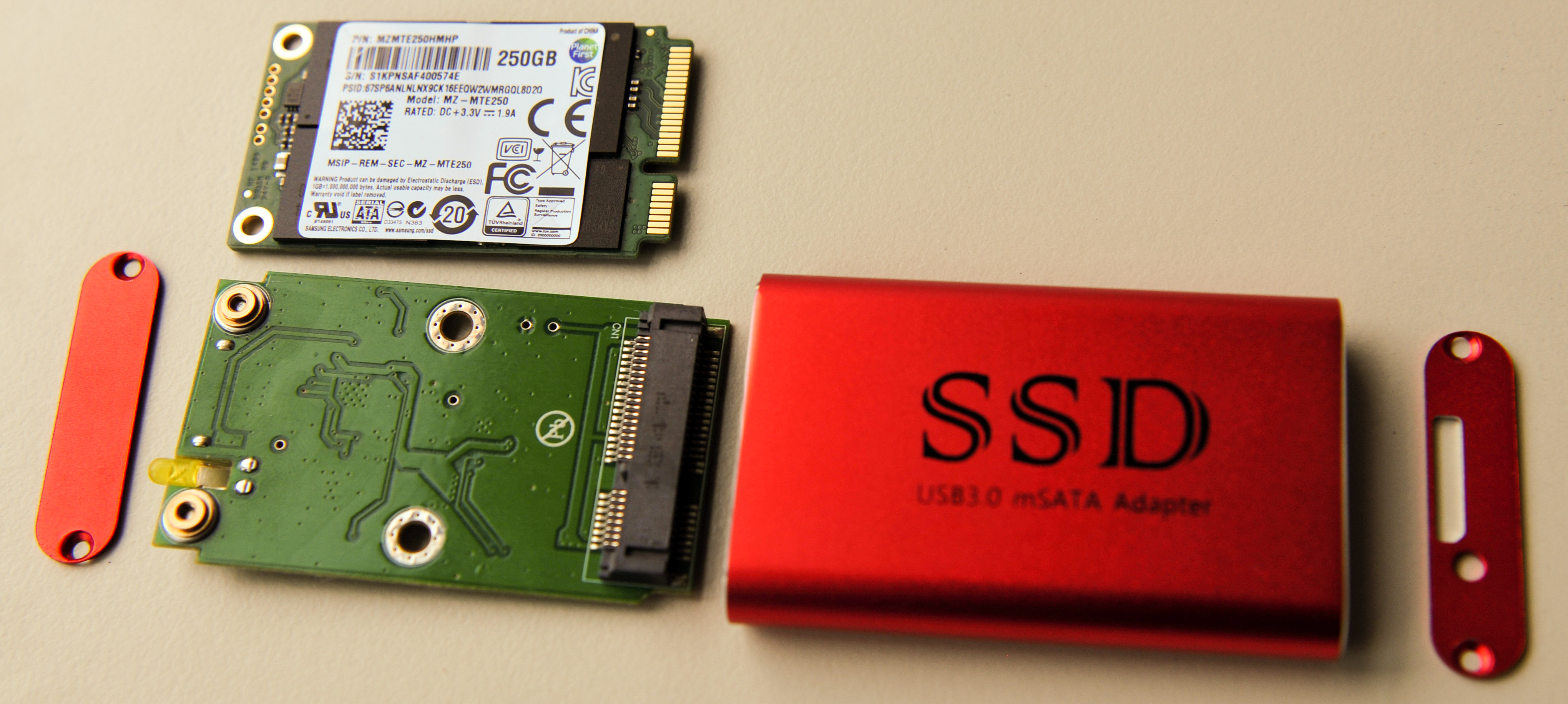
Внешний жёсткий диск с SSD mSATA в комплекте с адаптером на USB 3.0 и корпусом

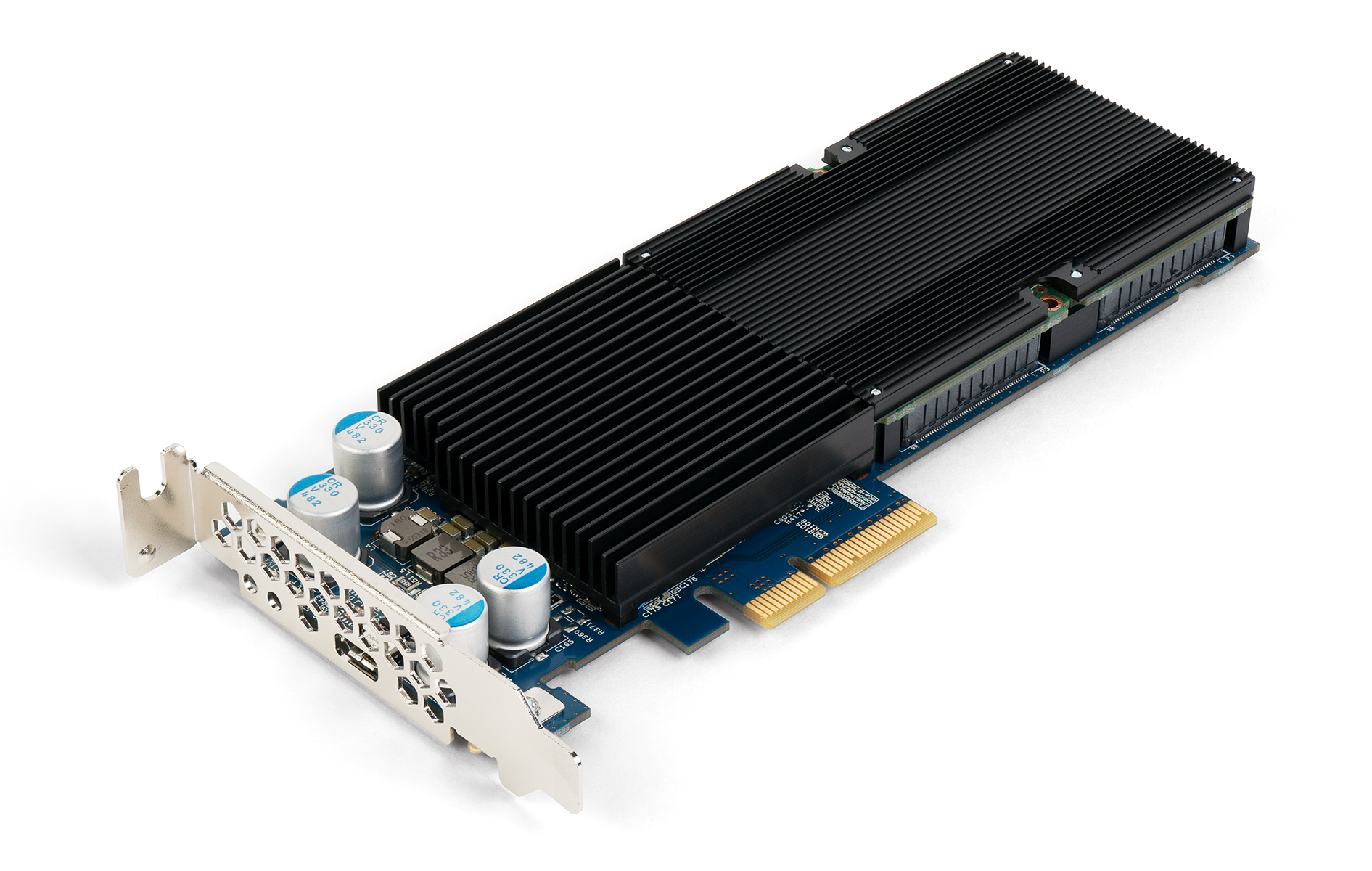
HGST SN150 1,6 ТБ, твердотельный быстродействующий NVMe-совместимый накопитель для серверов в форм-факторе платы PCI-E

Твердотельный накопитель (англ. Solid-State Drive, SSD) — компьютерное энергонезависимое немеханическое запоминающее устройство на основе микросхем памяти, альтернатива жёстким дискам (HDD). Наиболее распространённый вид твердотельных накопителей использует для хранения данных флеш-память типа NAND, однако существуют варианты, в которых накопитель создаётся на базе DRAM-памяти, снабжённой дополнительным источником питания — аккумулятором. Помимо собственно микросхем памяти, подобный накопитель содержит управляющую микросхему — контроллер.
В настоящее время твердотельные накопители используются как в носимых (ноутбуках, нетбуках, планшетах), так и в стационарных компьютерах для повышения производительности. На 2016 год наиболее производительными выступали SSD формата M.2 с интерфейсом NVMe, а к 2025 году их скорость достигла 14900 Мбайт/с.
По сравнению с традиционными жёсткими дисками твердотельные накопители имеют меньший размер и вес, являются бесшумными, а также многократно более устойчивы к механическим повреждениям (например, при падении) и имеют гораздо бо́льшую скорость производимых операций. В то же время, они имеют в несколько раз бо́льшую стоимость в пересчёте на гигабайт и меньшую износостойкость (ресурс записи).

## Описание
SSD представляют собой устройства, хранящие данные в микросхемах вместо вращающихся металлических дисков или магнитных лент. Причина их появления отражает тот факт, что скорость обработки данных в процессоре намного превышает скорость записи данных в HDD. Магнитные диски на протяжении десятилетий доминировали в корпоративном сегменте хранения данных, за это время (с 1950-х) ёмкость носителей выросла в двести тысяч раз, скорость работы процессоров тоже сильно возросла, но скорость доступа к данным изменилась значительно меньше и диски стали «узким местом». Проблему решают твердотельные накопители — они обеспечивают намного большие скорости работы с данными по сравнению с жёсткими дисками. SSD за счёт использования микросхем флеш-памяти по своим характеристикам существенно отличаются от жёстких дисков с магнитными пластинами.
С целью оптимизации использования SSD в 2011 году был разработан интерфейс NVMe — англ. Non-Volatile Memory Express, поддержка которого была добавлена в Windows, начиная только с версии 8.1. В Windows 7 поддержку протокола обеспечивает исправление (hotfix) KB2990941. Не все материнские платы поддерживают интерфейс NVMe, поэтому всё ещё сохраняет популярность старый интерфейс SATA.
Основные характеристики твердотельных накопителей:
- наименьшее время доступа к данным: от ста до тысячи раз быстрее, чем у механических дисков;
- высокая скорость, вплоть до нескольких гигабайт в секунду для произвольно расположенных данных;
- высокие значения IOPS благодаря высокой скорости и низкому времени доступа;
- низкая цена производительности, лучшее соотношение цены к производительности среди всех устройств хранения;
- высокая надёжность; SSD дают уровень сохранности данных такой же, как другие полупроводниковые устройства.

В отличие от жёстких дисков, цена SSD очень сильно зависит от доступной ёмкости, что связано с ограниченной плотностью размещения ячеек памяти и ограничением размера кристалла в микросхеме.

### Гибридные накопители
Существуют также гибридные жёсткие диски (англ. SSHD, solid-state hybrid drive), в которых совмещена твердотельная память и механический жёсткий диск. Подобное объединение позволяет воспользоваться частью преимуществ флеш-памяти (быстрый произвольный доступ) при сохранении небольшой стоимости хранения больших объёмов данных. Флеш-память в них используется в качестве буфера (кэша) небольшого объёма (к примеру, в Seagate Momentus XT от 4 до 8 Гбайт), либо (реже) может быть доступной как отдельный накопитель (англ. dual-drive hybrid systems).
Технология Intel Smart Response позволяет совместно использовать SSD и HDD с целью кеширования часто используемых данных (файлов) на SSD, плюс к тому более эффективно использует SSHD.
У других производителей также есть свои технологии для использования SSD для кеширования данных, хранящихся в HDD: Marvell HyperDuo (в контроллере Marvell 88SE9130), Adaptec MaxIQ (MaxCache), LSI CacheCade. Из них только HyperDuo предназначена для домашнего использования.

### Название
К твердотельным накопителям относятся только накопители на полупроводниках. Жёсткие и оптические диски к ним не относятся, хотя они, строго говоря, являются твёрдыми телами. Эта терминология противоположна используемой в лазерах — твердотельными лазерами называют лазеры на основе любых твёрдых тел, за исключением полупроводников.
Первоначально твердотельные накопители называли «твердотельными дисками» (англ. Solid-State Disk), хотя ни один из твердотельных накопителей не является диском. Сейчас это название становится малоупотребительным.

## История развития
- 1978 год — американская компания StorageTek разработала первый полупроводниковый накопитель современного типа (основанный на RAM-памяти).[источник не указан 39 дней]
- 1982 год — американская компания Cray представила полупроводниковый накопитель на RAM-памяти для своих суперкомпьютеров Cray-1 со скоростью 100 Мбит/с и Cray X-MP со скоростью 320 Мбит/с, объёмом 8, 16 или 32 миллиона 64-разрядных слов[18].
- 1995 год — израильская компания M-Systems представила первый полупроводниковый накопитель на flash-памяти.[источник не указан 39 дней][19]
- 2008 год — южнокорейской компании Mtron Storage Technology удалось создать SSD-накопитель объёмом 128 ГБ со скоростью записи 240 МБ/с и скоростью чтения 260 МБ/с.[источник не указан 39 дней]
- 2025 год — Sandisk представила потребительский накопитель WD Black SN8100 стандарта PCIe 5.0 со скоростью чтения и записи 14 900 Мбайт/с и 14 000 Мбайт/с соответственно[20][21][3][4].

### Производители и рынок
Флеш-память NAND для SSD выпускалась[когда?] компаниями SanDisk, Toshiba (Toshiba Memory, она же Kioxia), в 2016 году — Samsung, Intel, Micron.
В 2013 году крупнейшими производителями микросхем NAND были Samsung, Toshiba, Micron и SK-Hynix, микросхем контроллеров для SSD — LSI-SandForce, Marvell, Silicon Motion, Phison и JMicron. В том же году Samsung, Toshiba и Micron начали выпускать накопители с микросхемами 3D NAND, которая позволила снизить стоимость устройств, особенно высокой ёмкости.
В I квартале 2016 года крупнейшими производителями SSD были компании Samsung Electronics (первое место, около 40 % рынка), SanDisk (12 %), Lite-On (Plextor, Lite-On), Kingston, Intel, Micron, OCZ, HGST. Несмотря на то, что Toshiba Memory была и является одним из крупнейших производителей микросхем NAND, доля компании на рынке самих SSD составляла (на 2016) только 3,9 %. 

С 2016 года Samsung выпускает «потребительские» SSD с микросхемами 3D NAND исключительно собственного производства.
Дефицит микросхем 2021 года привёл к «качелям цен» на SSD из-за их перепроизводства, а затем, на фоне резкого падения продаж SSD, к обвалу цен в конце 2022 года. В 2023 году средняя цена на чипы TLC росла; аналитики предсказывают подорожание твердотельных накопителей на рынке и в 2024 году.
В 2024 году в Китае был разработан новый контроллер SSD, поддерживающий все актуальные интерфейсы, включая PCIe 5.0. Он построен на открытой архитектуре RISC-V и почти не греется во время работы

## Форм-факторы и интерфейсы

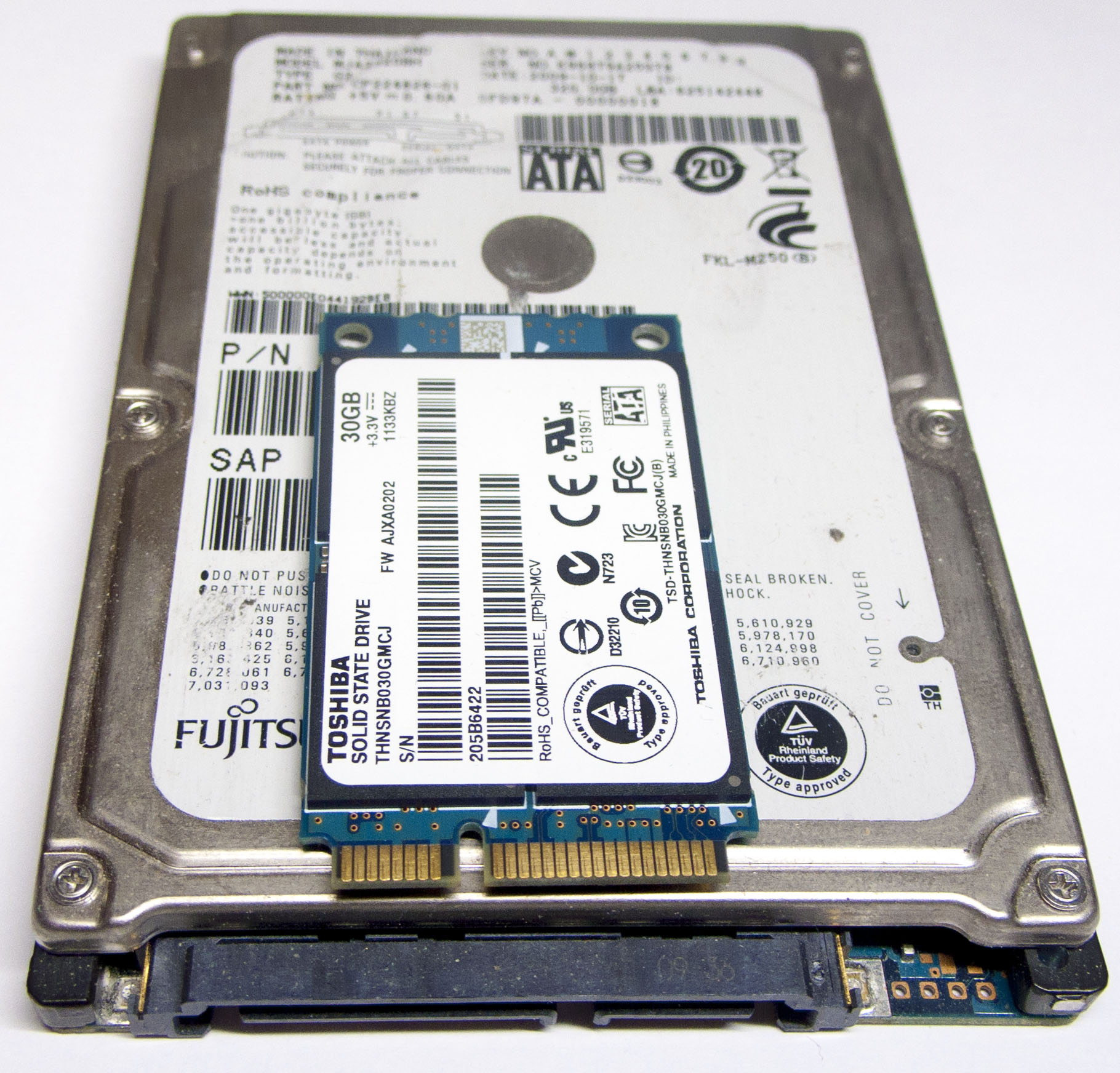
2,5-дюймовые накопители SATA и mSATA
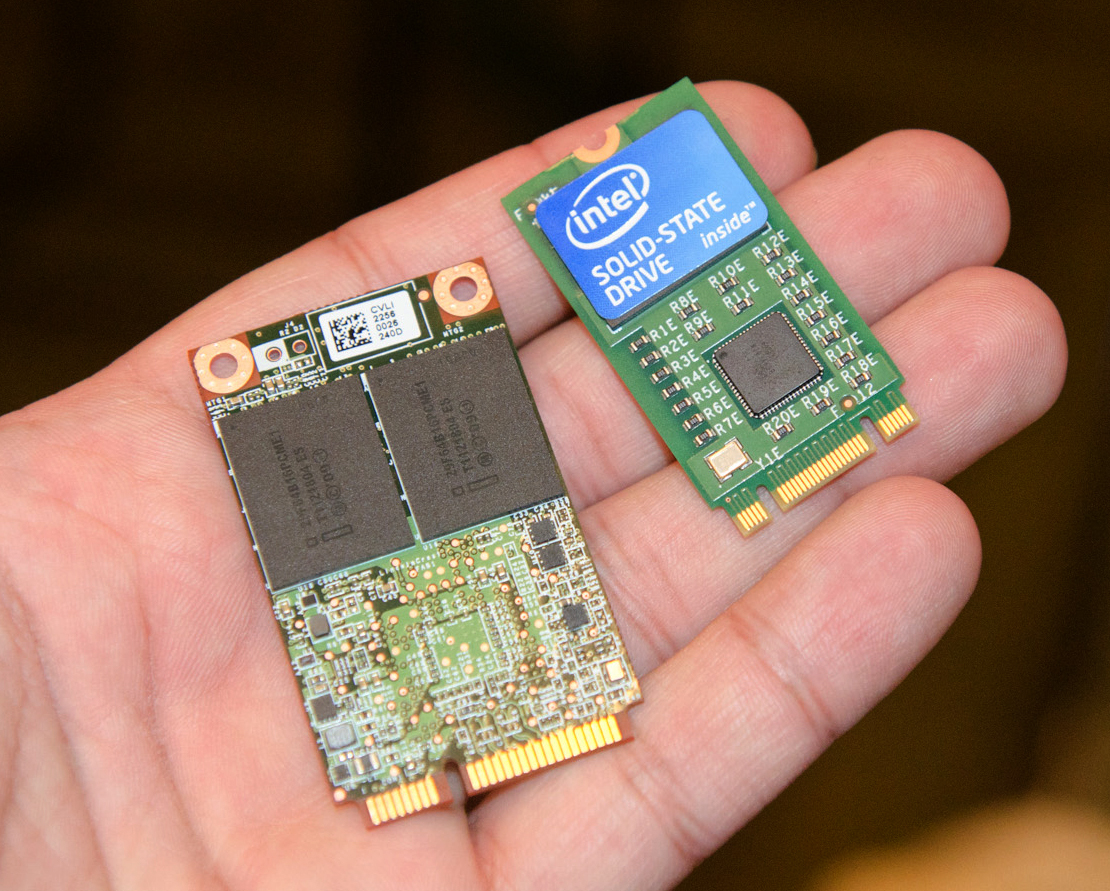
Накопители mSATA и M.2 SATA
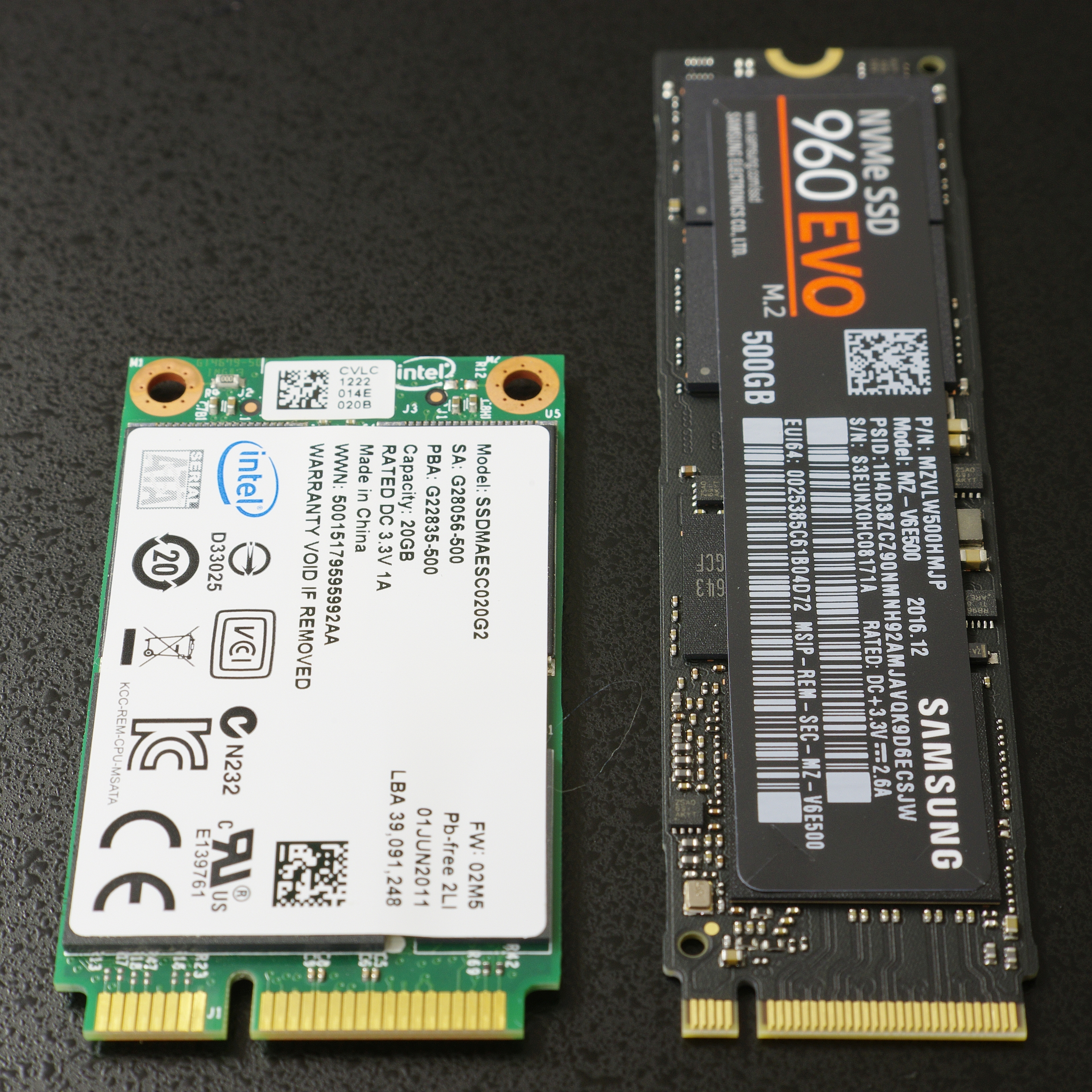
Накопители mSATA и M.2 NVMe
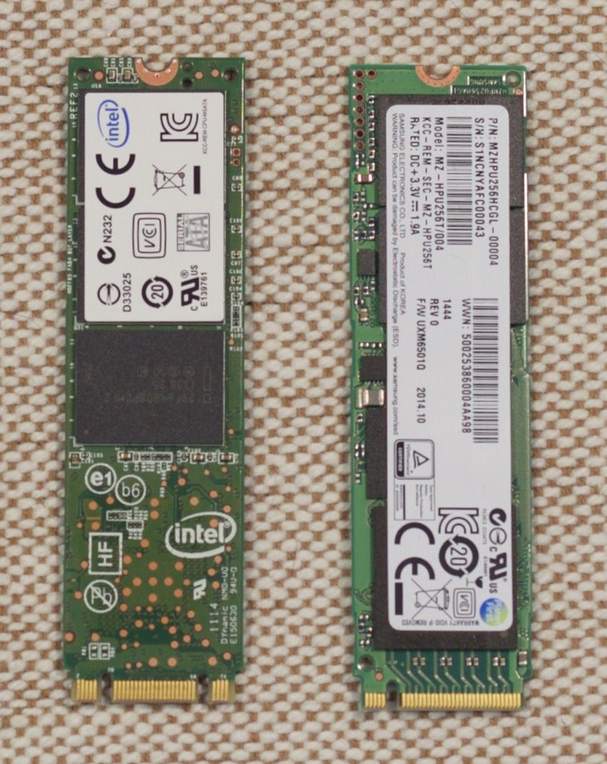
M.2 SATA слева, M.2 NVMe справа
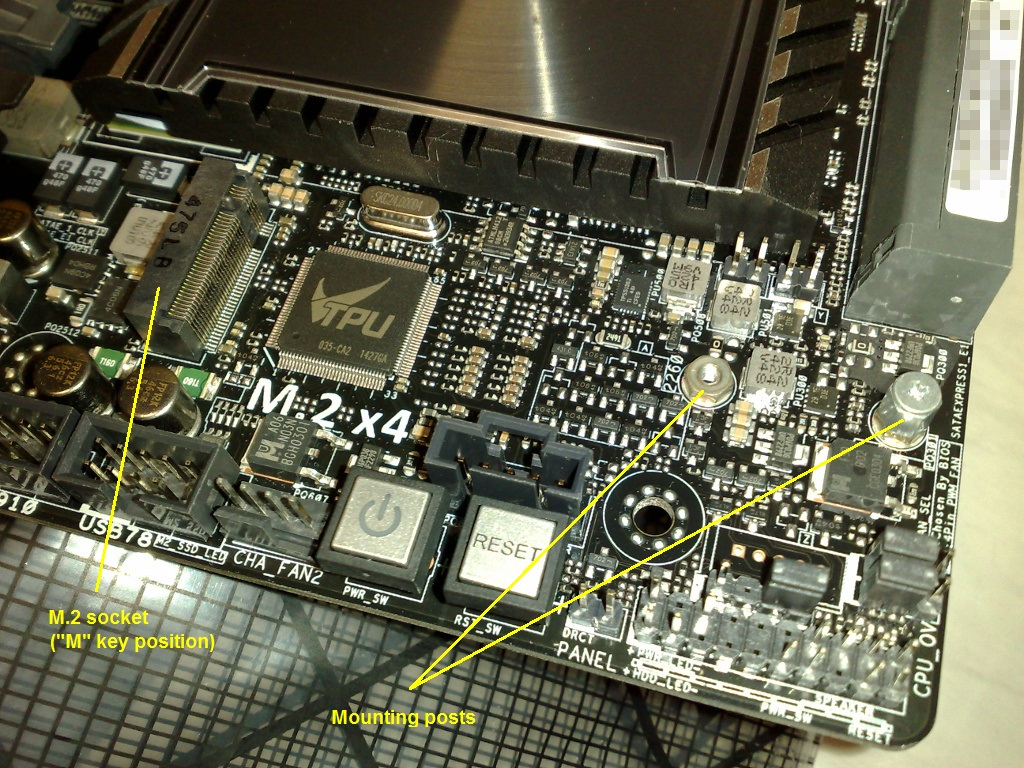
Разъём и крепёж накопителя M.2 NVMe на материнской плате компьютера
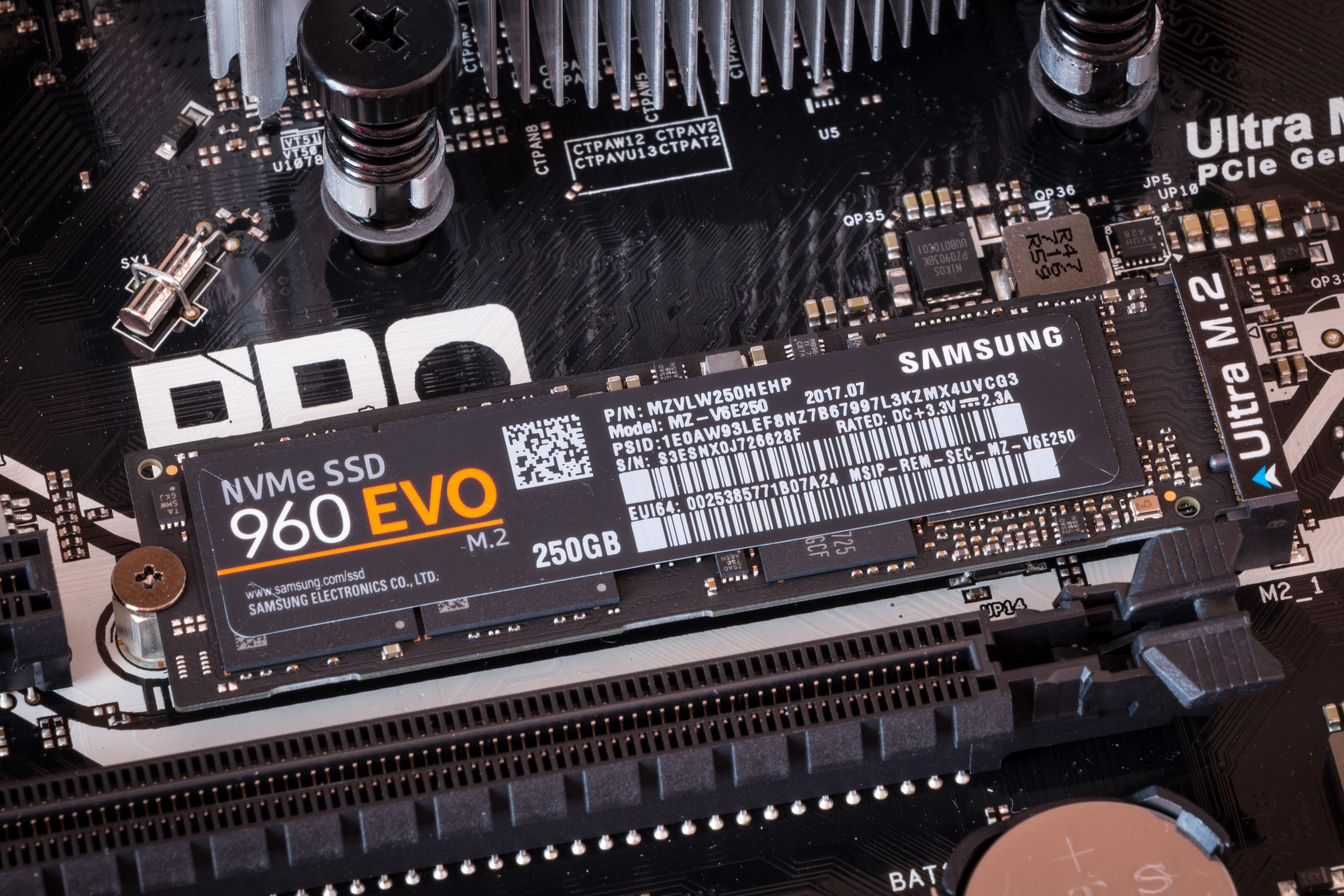
Накопитель M.2 NVMe на материнской плате компьютера

## Архитектура и функционирование

### NAND SSD

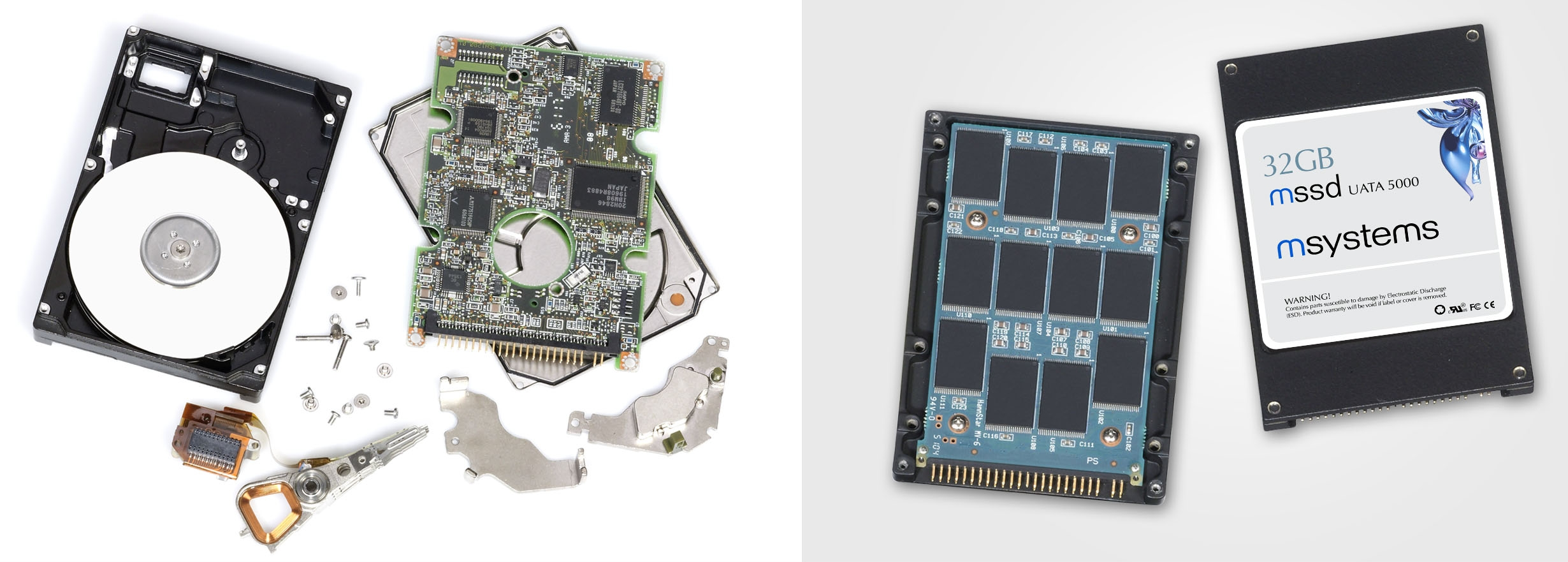
Сравнение: компоненты разобранного HDD (слева) и разобранный SSD (справа). Оба с интерфейсом IDE

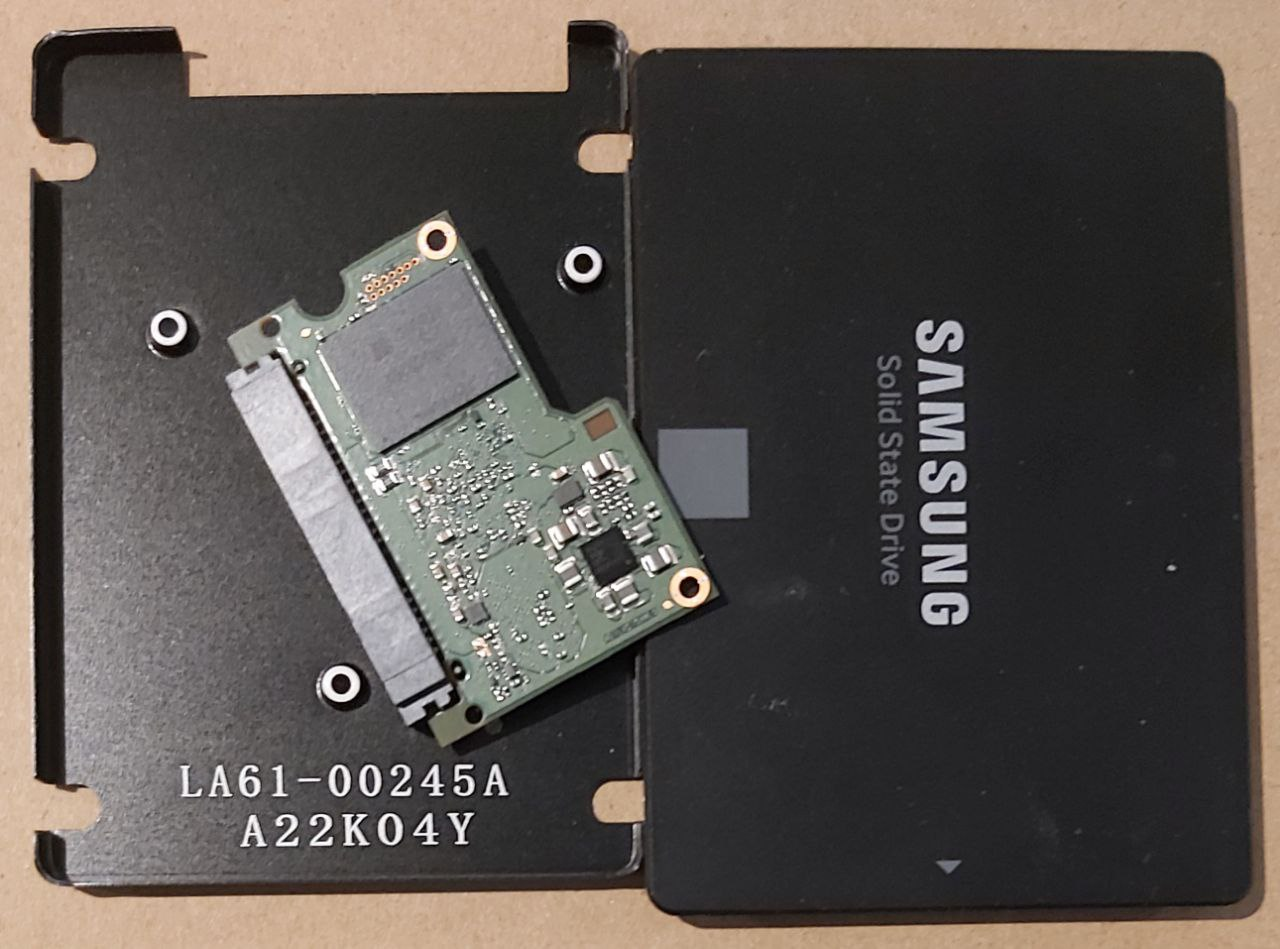
Разобранный SSD Samsung EVO 860 250 Gb, интерфейс SATA, 240 Гб неформатированной ёмкости

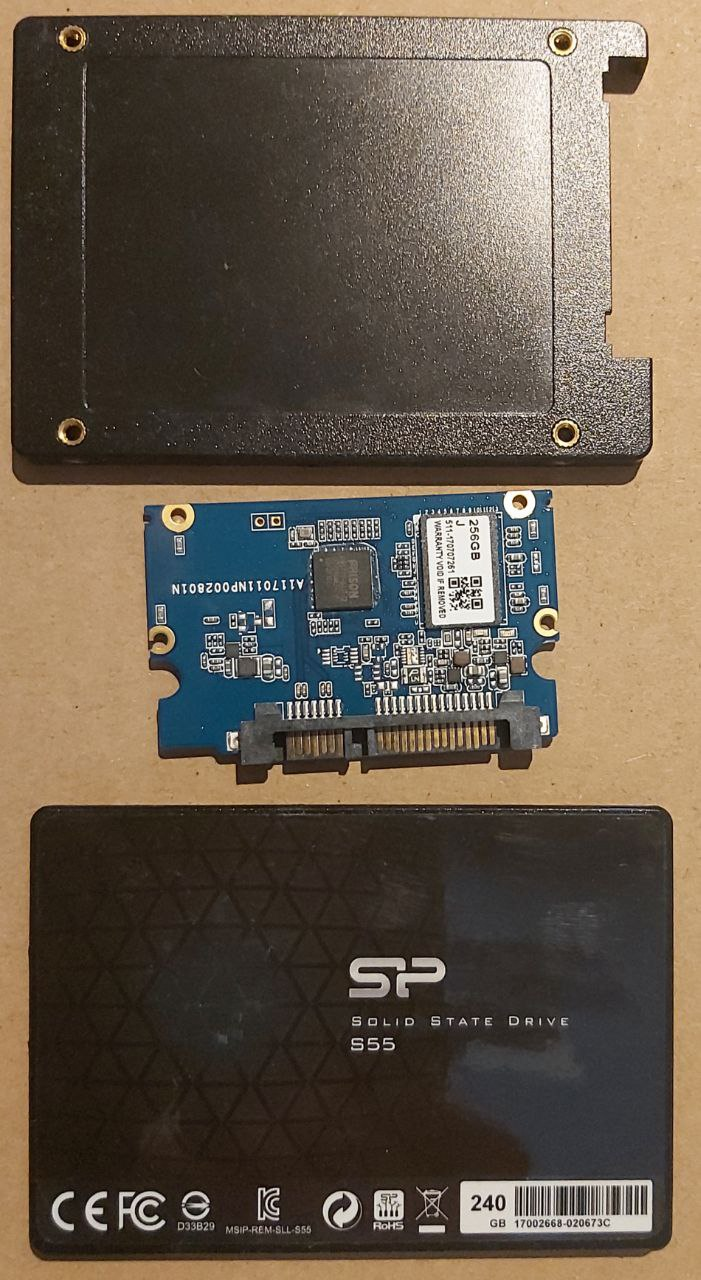
Разобранный SSD SiliconPower SP240, интерфейс SATA, 240 Гб неформатированной ёмкости

Накопители, построенные на использовании энергонезависимой памяти (NAND SSD), появились во второй половине 90-х годов прошлого века, но начали уверенное завоевание рынка в связи с прогрессом в микроэлектронике и улучшением основных характеристик, в том числе стоимости за гигабайт. До середины 2000-х годов уступали традиционным накопителям — жёстким дискам — в скорости записи, но компенсировали это высокой скоростью доступа к произвольным блокам информации (скорость поиска, скорость начального позиционирования). С 2012 года уже выпускаются твердотельные накопители со скоростями чтения и записи, во много раз превосходящими возможности жёстких дисков.
К 2016 году были созданы микросхемы NAND с тремя различными по плотности хранения данных технологиями:
- SLC (Single Level Cell), один бит на ячейку;
- MLC (Multi Level Cell) — два бита;
- TLC (Triple Level Cell) — три бита.

TLC обеспечивает наибольшую плотность хранения данных (втрое выше, чем планарная SLC), но имеет наименьший срок службы и меньшую надёжность, которые компенсируются производителями за счёт усложнения обработки данных.
Дальнейшее развитие технологии NAND — 3D TLC, в которой ячейки TLC размещены на кристалле в несколько слоёв. Например, Samsung SSD 850 EVO использует 3D-память с 32 слоями 3-битных ячеек TLC; производитель обещает для них надёжность на уровне устройств с планарными двухбитовыми MLC.
С 2017 года начали распространяться NAND QLC (Quad Level Cell — четыре бита). На начало 2022 года рекордной являлась выпущенная  компанией Micron в 2021 году микросхема 3D NAND 7-го поколения с 176 слоями и частотой интерфейса 1,6 ГГц; при этом потребительским стандартом являются 96—144-слойные микросхемы.

### RAM SSD
Эти накопители построены на использовании энергозависимой памяти (такой же, какая используется в ОЗУ персонального компьютера) наподобие RAM drive и характеризуются сверхбыстрым чтением, записью и поиском информации. Основным их недостатком является чрезвычайно высокая стоимость за единицу объёма и низкая надёжность (опасность полной и безвозвратной потери данных при отключении питания), которая частично компенсируется наличием встроенного в устройство аккумулятора. Используются в основном для ускорения работы крупных систем управления базами данных и мощных графических станций. Такие накопители, как правило, оснащены аккумуляторами для сохранения данных при потере питания, а более дорогие модели — системами резервного и/или оперативного копирования.
Примерами таких накопителей являются I-RAM и серия HyperDrive (последние известны в Европе как ACARD ANS-9010 и 9010BA).

### Другие
В 2015 году компании Intel и Micron заявили о выходе новой энергонезависимой памяти 3D XPoint. Intel планировала выпустить SSD-накопители на основе 3D XPoint с использованием интерфейса PCI Express в 2016 году, которые были бы быстрее и выносливее, чем накопители на основе NAND. В марте 2017 года Intel выпустила первый SSD-накопитель с использованием технологии 3D XPoint — Intel Optane P4800X.

## Преимущества SSD

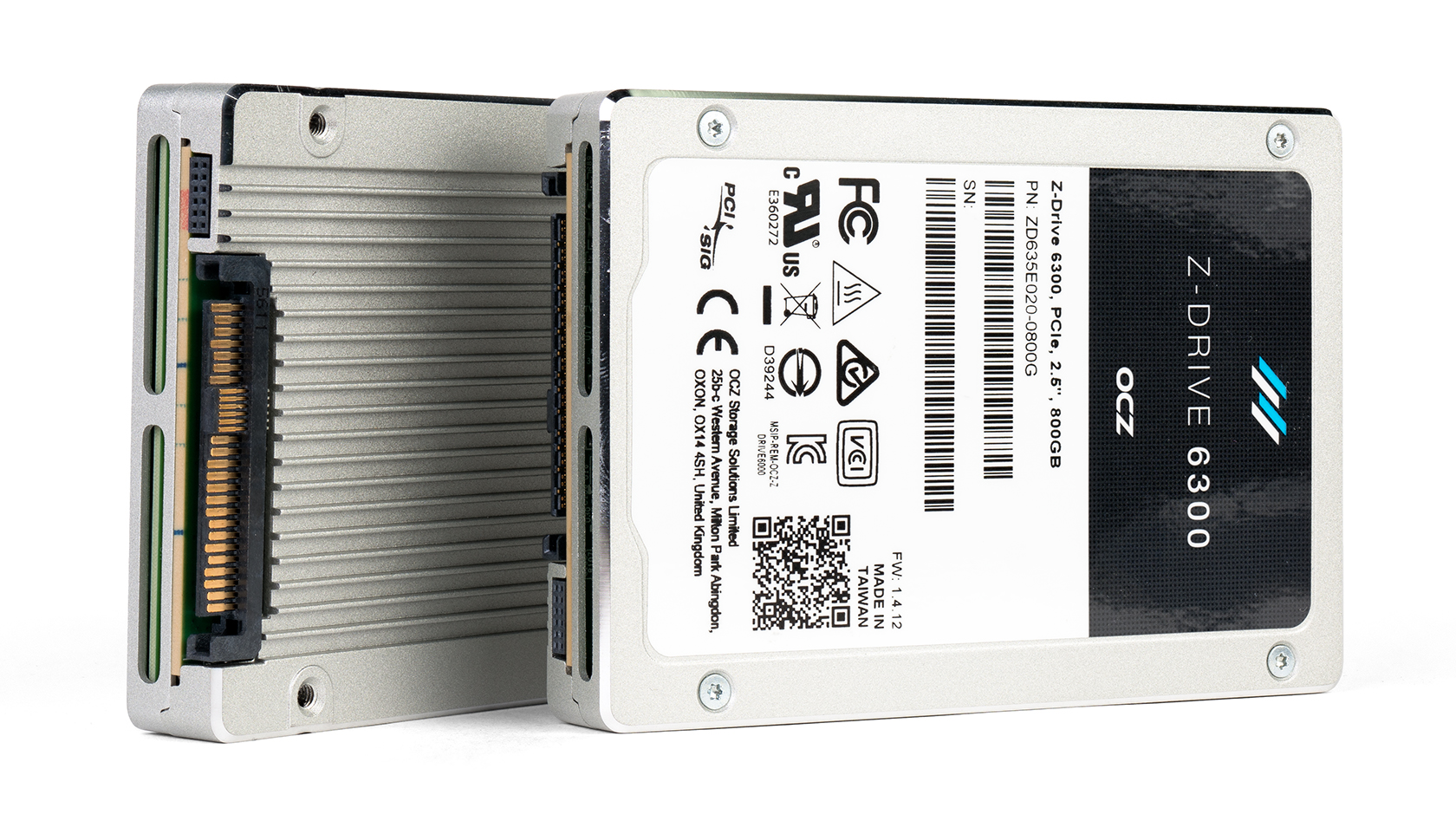
2,5" SSD с разъёмом U.2

- Количество произвольных операций ввода-вывода в секунду (IOPS) у SSD на порядок выше, чем у жёстких дисков, за счёт возможности одновременного запуска множества операций и более низкой латентности каждой операции (нет необходимости ожидать оборота диска перед доступом, а также ожидать наведения головки диска на нужную дорожку). Благодаря этому запуск программ и операционной системы происходит значительно быстрее.[источник не указан 935 дней]
- Скорость линейного чтения/записи выше, чем у распространённых жёстких дисков, и в ряде операций может быть близка к пропускной способности интерфейсов (SAS/SATA III 600 МБ/с). Твердотельные накопители могут реализовываться с более быстрыми интерфейсами: SATA III, PCI Express, NGFF (M.2, в вариантах с PCIe), SATA Express, NVM Express (стандарт на подключение SSD по шинам PCI Express), U.2.[источник не указан 935 дней]
- Малые габариты и вес. Для твердотельных накопителей были разработаны более компактные типовые размеры, например mSATA, U.2, NGFF (M.2)[источник не указан 935 дней].
- Стабильность времени считывания файлов вне зависимости от их расположения или фрагментации.[источник не указан 935 дней]
- Отсутствие движущихся частей, отсюда:
  - полное отсутствие шума;
  - высокая механическая стойкость (кратковременно выдерживают удары с ускорением 1500 g).
- Низкое энергопотребление.

## Недостатки
- Главный недостаток NAND SSD — ограниченное количество циклов перезаписи. Обычная (MLC, англ. multi-level cell «многоуровневые ячейки памяти») флеш-память позволяет записывать данные примерно три-десять тысяч раз (гарантированный ресурс); в самых дешёвых накопителях (USB, SD, µSD) может использоваться ещё более плотная память типа TLC[англ.] (MLC−3) с ресурсом порядка 1000 циклов или менее. Самые дорогостоящие виды памяти (SLC, англ. single-level cell «одноуровневые ячейки памяти») — имеют порядка сотен тысяч циклов перезаписи[39]. Для борьбы с неравномерным износом в высокопроизводительных (SATA и PCIe) SSD применяются схемы балансирования нагрузки (wear leveling): контроллер хранит информацию о том, сколько раз какие блоки перезаписывались, и при необходимости производит запись в менее изношенные блоки[40]. При выработке реального ресурса банков памяти накопитель может перейти в режим «только для чтения», что позволит скопировать данные[41][42]. При ряде вариантов использования, в том числе в бытовых компьютерах, при корректно работающих алгоритмах выравнивания износа, ресурс накопителей обычно серьёзно превышает заявленный производителем гарантийный срок службы, в среднем составляющий 5 лет[43];
- Скорость записи и ресурс SSD-накопителей значительно зависят от оставшегося свободного пространства. Причина в том, что максимальную скорость записи контроллер обеспечивает за счёт записи в режиме SLC, то есть 1 бит на ячейку, при этом же и выше ресурс. При дальнейшем заполнении SSD контроллер вынужден освобождать ячейки и перезаписывать в них максимальное количество данных (3-4 бита), при этом скорость записи резко падает, накопитель изнашивается. Поэтому для повышения как ресурса, так и скорости, желательно оставлять больше свободного места. В накопителях многих компаний для снижения остроты проблемы сохраняют недоступными для пользователя часть пространства, благодаря чему скорость записи снижается меньше, причём такие теневые блоки памяти используются для замещения выработавших ресурс[44].
- Цена гигабайта SSD-накопителей, несмотря на продолжающееся на протяжении многих лет быстрое снижение, всё ещё в несколько раз (6−7 для наиболее дешёвой флеш-памяти) выше цены гигабайта HDD[45] (в 2012−2015 годах: менее 0,1 $/ГБ в HDD[какой?] , от 1 до 0,5−0,4 $/ГБ в SSD[46]). Уравнивание стоимости за единицу объёма SSD и HDD прогнозируется приблизительно к 2019 году[47], к тому же стоимость SSD практически прямо пропорциональна их ёмкости, в то время как стоимость традиционных жёстких дисков зависит не только от количества пластин и медленнее растёт при увеличении объёма накопителя[48]. В то же время небольшие по объёму SSD могут быть заметно дешевле, чем жёсткие диски наименьших объёмов, в которых всегда требуется использовать точные механические системы. Это позволяет удешевлять массовые ПК, дешёвые ноутбуки и встраиваемые системы[49];
- Модели накопителей минимального объёма обычно имеют немного более низкую производительность в ряде операций за счёт меньшего параллелизма[50].
- Производительность накопителя зачастую может временно снижаться при записи больших объёмов данных из-за исчерпании быстрого буфера записи, в процессе работы «сборщика мусора» или при обращении к более медленным страницам памяти[51].
- Применение в SSD-накопителях аппаратной команды TRIM для удаления информации может сильно осложнить или сделать невозможным восстановление удалённой информации соответствующими утилитами; c другой стороны, из-за выравнивания износа нет способа гарантированно удалять отдельные файлы с SSD: возможен лишь полный сброс всего накопителя при помощи команды «ATA Secure Erase»: команда TRIM помечает блоки как свободные, а момент физического стирания информации определяется прошивкой устройства[52].
- Высокая сложность или невозможность восстановления информации после электрических повреждений. Так как контроллер и носители информации в SSD находятся на одной плате, то при превышении или значительном перепаде напряжения могут повредиться несколько микросхем, что приводит к безвозвратной потере информации. Вероятность восстановления данных существует, если повреждён лишь контроллер[53].
- Низкая реальная помехозащищённость операций чтения из ячеек памяти и наличие сбойных ячеек, особенно при изготовлении по самым современным («тонким») техпроцессам, приводит к необходимости использования в контроллерах современных моделей всё более сложных внутренних кодов исправления ошибок: ECC, код Рида — Соломона, LDPC[54][55].

## Вопросы надёжности
При условии использования в качестве загрузочного диска на серверах SSD имеют более высокую по сравнению с HDD надёжность при некоторых условиях, но это неверно при использовании SSD в качестве хранилища данных. (Компания Backblazeпроанализировала поломки SSD и HDD в течение 5 лет эксплуатации своих серверов. В их анализе SSD показали в три раза более низкий процент отказов при использовании носителя в качестве загрузочного. В отчёте Backblaze нет информации об отказоустойчивости дисков при частой перезаписи больших объёмов данных, также ничего нет про сохранность информации при её длительном хранении.)
У SSD возможен выход из строя электронных компонентов, в том числе контроллера, отдельных микросхем NAND, либо пассивных компонентов. Среди некоторых моделей выходят из строя до 0,5−2 % SSD накопителей в течение первых лет эксплуатации. В отличие от HDD, выход из строя SSD часто является внезапным.

## Поддержка в различных ОС

### Microsoft Windows и твердотельные накопители
В ОС Windows 7 была введена специальная оптимизация для работы с твердотельными накопителями. При наличии SSD-накопителей эта операционная система работает с ними иначе, чем с обычными HDD-дисками. Например, Windows 7 не применяет к SSD-накопителю дефрагментацию, технологии SuperFetch и ReadyBoost и другие техники упреждающего чтения, ускоряющие загрузку приложений с обычных HDD-дисков.
Предыдущие версии Microsoft Windows такой специальной оптимизации не имеют и рассчитаны на работу только с обычными жёсткими дисками. Поэтому, например, некоторые файловые операции Windows Vista, не будучи отключёнными, могут уменьшить срок службы SSD-накопителя. Операция дефрагментации должна быть отключена, так как она практически никак не влияет на производительность SSD-носителя и лишь дополнительно изнашивает его.
Рекомендуется также отключать Prefetch, индексирование, также теряется смысл гибернации, так как скорость загрузки без гибернации приближается к таковой из-за высокой скорости произвольного доступа.

### Mac OS X и компьютеры Macintosh с твердотельными накопителями
Операционная система Mac OS X, начиная с версии 10.7 (Lion), полностью осуществляет TRIM-поддержку для установленной в системе твердотельной памяти.
С 2010 года компания Apple представила компьютеры линейки Air, полностью комплектуемые только твердотельной памятью на основе флеш-NAND памяти. До 2010 года покупатель мог выбрать для данного компьютера обычный жёсткий диск в комплектации, но дальнейшее развитие линейки в пользу максимального облегчения и уменьшения корпуса компьютеров данной серии потребовало полного отказа от обычных жёстких дисков в пользу твердотельных накопителей.
Объём комплектуемой памяти в компьютерах серии Air составляет от 128 ГБ до 512 ГБ.
По данным J. P. Morgan, с момента представления до июня 2011 года было продано 420 тысяч компьютеров этой серии полностью на твердотельной флеш-NAND памяти.
11 июня 2012 года на основе флеш-памяти был представлен обновлённый модельный ряд профессиональных ноутбуков MacBook Pro с дисплеем Retina, в котором опционально можно было установить 768 ГБ флеш-памяти.

### GNU/Linux и компьютеры данной платформы с твердотельными накопителями
Операционная система Linux, начиная с версии ядра 2.6.33, полностью осуществляет TRIM-поддержку для установленной в системе твердотельной памяти при указании опции «discard» в настройках монтирования накопителя.

## Перспективы развития
Главный недостаток SSD-накопителей на базе флеш-памяти — ограниченное число циклов перезаписи; при развитии технологий изготовления энергонезависимой памяти, возможно, будет устранён путём изготовления носителя информации по другим физическим принципам, например FeRam, ReRAM (resistive random-access memory) и др.